# Radara nealcesalis
Radara nealcesalis là một loài bướm đêm trong họ Noctuidae.